# 酒井正三郎
酒井 正三郎/正兵衛（さかい しょうざぶろう/しょうべえ、1901年1月1日 - 1981年4月15日）は、日本の経済学者。名古屋大学名誉教授。名古屋高等商業学校（現名古屋大学経済学部）校長や、初代名古屋大学経済学部長、経済社会学会会長、日本学術会議会員等を歴任した。

## 経歴
1901年、岐阜県岐阜市生まれ。岐阜中学（現岐阜県立岐阜高等学校）、東京商科大学（現一橋大学）予科を経て、1924年に同大本科を卒業。大学では左右田喜一郎に師事した。1942年に学位論文『国民経済ノ構造変動ノ本質並ニ原因ニ関スル研究』を提出して経済学博士号を取得。
1922年より指導教官左右田が主催した横浜社会問題研究所主任研究員。1925年より名古屋高等商業学校（現名古屋大学経済学部）講師。1928年に教授昇進。商業学校では、同僚の赤松要や宮田喜代蔵とともに産業調査・分析にあたった。1939年、赤松の後任として第2代産業調査室（現名古屋大学大学院経済学研究科附属国際経済政策研究センター）所長に就任。1949年、第5代名古屋高等商業学校校長兼初代名古屋大学法経学部長となった。1950年より名古屋大学経済学部長を務めた。また同年に日本学術会議会員に選出された。1956年から1981年まで中部都市学会初代会長。1964年に名古屋大学を定年退官し、名誉教授となった。後任には教え子の建元正弘（大阪大学名誉教授）や碓氷尊（元慶応義塾大学教授）を考えていたが叶わず、友人中山伊知郎門下の藤井隆が後任教授となった。退官後は、南山大学教授や愛知学院大学教授を務めた。
学界では、1974年から1981年まで経済社会学会会長。日本国有鉄道観察使、地域問題研究所代表なども務めた。1981年に死去。弔辞は酒井が学位論文審査を行った大来佐武郎（元外務大臣）が読んだ。

## 受賞・栄典
- 1981年：従三位勲二等瑞宝章。

## 著書
- 『保険経営学 : 特に海上保険に関して』森山書店 1936
- 『経営技術学と経営経済学』森山書店 1937
- 『保険経済学』平野書店 1939
- 『国民経済構造変動論』日本評論社 1942
- 『新経済理論の確立』（共著）東洋経済新報社 1943
- 『経済的経営の基礎構造』敞文館 1943
- 『企業の決戰体制は如何なるべきや』三井本社調査部 1944
- 『アメリカ経済の構造』水谷書房 1946
- 『經營者社會の理論と構造』巌松堂書店 1948
- 『国民の経済構造の基礎理論』東洋経済新報社 1949
- 『經濟構造理論への途』森山書店 1952
- 『経済体制と人間類型』岩波書店 1953
- 『経済構造変動の理論』森山書店 1956
- 『日本経済の成長と循環』経済新報社 1960
- 『社会科学一般理論』同文館出版 1962
- 『成長理論と構造理論』ダイヤモンド社 1963
- 『住宅建設計画の方法論的研究』（共著）日本住宅公団建築部調査研究課 1964
- 『私の学問遍歴とその道標』経済科学酒井正兵衛教授退官記念号抜刷 1964
- 『経営学方法論』森山書店 1966
- 『愛知用水と地域開発』（編）東洋経済新聞社 1967
- 『現代大都市論 1 』同文館出版 1973
- 『現代大都市論 2 』同文館出版 1973
- 『巨視的社会理論の構築』同文館出版 1981
- 『新名古屋市史（仮称）の基本的構想』出版地名古屋 刊年不明